# Věra Flasarová
Věra Flasarová (* 19. prosince 1952 Ostrava) je česká politička, v letech 2004 až 2009 a opět v roce 2014 poslankyně Evropského parlamentu, v letech 2000 až 2004 zastupitelka Moravskoslezského kraje a členka KSČM.

## Život
V letech 1972 až 1977 vystudovala obor řízení a plánování národního hospodářství na Ekonomické fakultě Vysoké školy báňské v Ostravě (získala titul Ing.). Pak až do roku 1982 pracovala ve Vítkovických železárnách v Ostravě. V letech 1982 až 1985 působila v pozici tajemníka Městského výboru Svazu socialistické mládeže a následně do roku 1994 v pozici tajemníka Městského výboru KSČ, později KSČM v Ostravě.
Od roku 1987 do roku 1989 studovala společenské a politické vědy na Vysoké škole stranické ÚV KSSS v Moskvě (prodělala i šestiměsíční přípravný kurz na studium v Moskvě) a na Vysoké škole politické ÚV KSČ v Praze (získala titul RSDr.).
Věra Flasarová je vdaná a má dvě nevlastní děti.

## Politické působení
V komunálních volbách v roce 1998 kandidovala za KSČM do Zastupitelstva města Ostravy, ale neuspěla. Proniknout do zastupitelstva se znovu pokoušela až v komunálních volbách v roce 2010, ale opět neuspěla.
Do vyšší politiky vstoupila, když byla v krajských volbách v roce 2000 zvolena za KSČM zastupitelkou Moravskoslezského kraje.
Ve volbách do Evropského parlamentu v roce 2004 byla za KSČM zvolena europoslankyní. Působila jako členka Výboru pro kulturu a vzdělávání, sport a mládež a jako náhradnice ve Výboru pro práva žen a rovnost pohlaví. Kandidovala i ve volbách do Evropského parlamentu v roce 2009, ale neuspěla (připadla jí pouze pozice první náhradnice). Ke konci roku 2013 však na mandát europoslance rezignoval Vladimír Remek, protože získal post českého velvyslance v Rusku, a Věra Flasarová se tak v lednu 2014 opět stala europoslankyní. Působila v Rozpočtovém výboru a byla členkou Delegace ve Výboru pro parlamentní spolupráci EU-Rusko.
Zúčastnila se rovněž voleb do Senátu PČR v roce 2008, kdy kandidovala za KSČM v obvodu č. 72 - Ostrava-město. Se ziskem 15,55 % hlasů však skončila na třetím místě a nepostoupila ani do druhého kola.